# ماثيو ديزموند
ماثيو ديزموند (بالإنجليزية: Matthew Desmond)‏ هو كاتب غير روائي أمريكي، ولد في 1979.